# شهرستان فی
شهرستان فی (به لاتین: Fei County) یک منطقهٔ مسکونی در چین است که در لینیای واقع شده‌است.